# 巴卡里萨斯
巴卡里萨斯，是西班牙加泰罗尼亚巴塞罗那省的一个市镇，距离巴塞罗那44公里。总面积40平方公里，总人口6260人（2013年），人口密度155人/平方公里。